# 嶋田孝一
嶋田 孝一（しまだ こういち）はヴァイオリン奏者、指揮者。
1972年、立命館大学文学部卒業。5歳からヴァイオリン演奏の英才教育を受ける。音楽家・廣瀬八朗、西田秀雄、松本善三、鷲見三郎らに師事した。 
プロ演奏家として、「モーツァルト室内管弦楽団」「新神戸オリエンタル劇場管弦楽団」「鷲見三郎顕彰記念オーケストラ」でコンサートマスターを務めた。また、「関西フィルハーモニー管弦楽団」「大阪シンフォニカー」の客演コンサートマスター経験もある。
また、指揮者としても大学や市民オーケストラの指揮を担当する。 